# Seuilly
Seuilly is een gemeente in het Franse departement Indre-et-Loire (regio Centre-Val de Loire) en telt 395 inwoners (2004). De plaats maakt deel uit van het arrondissement Chinon.

## Geografie
De oppervlakte van Seuilly bedraagt 15,9 km², de bevolkingsdichtheid is 24,8 inwoners per km².
Tot Seuilly behoort het gehucht La Devinière, waar schrijver François Rabelais in 1494 werd geboren.

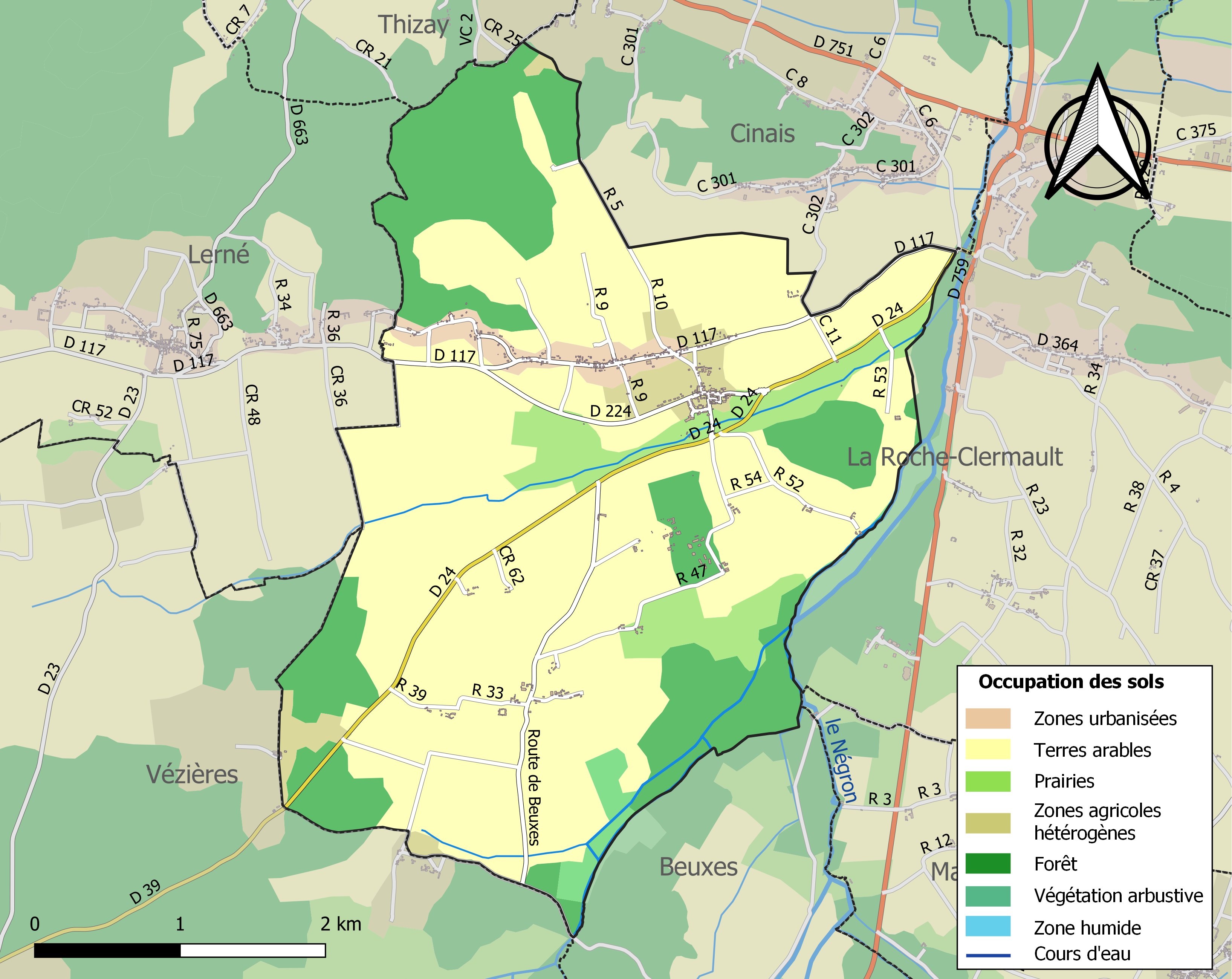
Kaart van de gemeente met de belangrijkste infrastructuur, bodemgebruik en omliggende gemeenten

## Demografie
Onderstaande figuur toont het verloop van het inwonertal (bron: INSEE-tellingen).